# レインツリーの国
『レインツリーの国』（レインツリーのくに）は、有川浩の小説。2006年9月出版の『図書館内乱』（アスキー・メディアワークス）の中の1エピソード（作中作として登場する架空の小説）として書いた後に、改めて書き下ろした恋愛小説で、2006年9月29日に新潮社から単行本が刊行された。2009年7月1日には新潮文庫版が発刊された。2015年9月24日には角川文庫からも文庫本が発売される。
2007年にNHK FMシアターでラジオドラマ化され、2015年には映画化された。

## 概要
自分が好きな小説の感想を書いているウェブサイトを探していた男性が、共感する感想をブログで見つけ、そのサイトの管理人であり難聴を抱える女性と交流を重ねていく。彼は次第にその女性の文章に惹かれ、直接会ってみたいと思い始める。そして彼は実際に会うのだが、そこで彼はその女性は難聴者だったと知り、その障害を知らずに彼女を傷つけてしまうような発言をしてしまったことを大きく悔やむ。優しさを滲ませる彼は、その後もネット上という細い糸をたぐって彼女と交流を続ける。彼と彼女は、その後も関係性を深めていくが、その過程で、障害者と、それを取り巻く世界を描き、それでいて大人の恋を巧みに描く長編である。

## 登場人物
向坂 伸行（さきさか のぶゆき）
主人公。実家は美容院。根っからの関西人。おおらかで温和だが激昂すると激しい。高校の時、父親を脳腫瘍で亡くしている。中学生の頃に読んだライトノベル『フェアリーゲーム』の感想をインターネットで探していて、「レインツリーの国」というサイトにたどり着く。『フェアリーゲーム』の終わり方に納得していないので『フェアリーゲーム』の話になると熱くなる。ハンドルネームは「伸（しん）」で、この読みは利香がつけた。(もとは「のぶ」)
雑誌『ダ・ヴィンチ』2009年5月号の「有川浩徹底特集」における「有川ワールドなんでもランキング」の「好きなカップルBEST10」では、利香とともに第10位。2013年5月号の同ランキングでは第9位。
人見 利香（ひとみ りか）
ブログ「レインツリーの国」の管理人。高一の時、両親と登山中に滑落事故に遭って、両耳とも感音性難聴になってしまい補聴器を付けている。そのため、他人に補聴器が見えないように髪を伸ばしている。『フェアリーゲーム』の終わり方に対する考えに共感した伸行とメールをやり取りするようになる。伸行と会って、健聴者に対する考え方が変わっていく。ハンドルネームは「ひとみ」。

## 書籍情報
- 単行本：新潮社、2006年9月29日、ISBN 978-4-10-301871-1
- 文庫本：新潮文庫、2009年7月1日、ISBN 978-4-10-127631-1
- 文庫本：角川文庫、2015年9月24日、ISBN 978-4-04-103432-3

## ラジオドラマ
NHK-FMのラジオドラマ番組FMシアターでラジオドラマ化され、2007年6月9日に放送された。出演者は、赤星マサノリ、前田亜季ほか。

### スタッフ（ラジオドラマ）
- 原作：有川浩
- 脚色：山本雄史
- 演出：佃尚能

## 映画
2015年11月21日に公開された。監督は三宅喜重。主演の玉森裕太は映画初主演で、ヒロインの西内まりやは映画初出演である。

### あらすじ（映画）
向坂伸行はヘルパーとしても時々病院に通っている。病院から戻った早々、実家の引っ越しの片づけの続きを再開する。伸行の母が仕事をやめるため、ここを引っ越すことになったのだ。自分の部屋を片付けていると、ふと大好きな本の下巻だけがなくなっていることに気付く。下巻の内容を思い出そうとするが思い出せず、とうとう片付けそっちのけで上巻、中巻を読みふけってしまう。
本を読み終えても下巻の内容が思い出せず、気になる伸行はネットで内容の検索を始めたところ、ひとみが管理人のサイト「レインツリーの国」を偶然発見し、とても共感する。サイトにはメッセージボタンがあったため感想を書き溜めておいた。後日、本業の仕事の帰宅後に一杯やりながら、感想メールのハンドルネームを考えていたところ、ふと名前を思いつきメールに書き込んだところ、勢い余って送信ボタンまで押してしまう。
メール送信後、気持ち悪がられるのでは、と後悔する反面、返事がもらえるのでは、と期待する伸行だったが、返事はなかなかこず、あきらめかけていたころひとみからの返事が入る。大喜びの伸行はすぐに返信しようとするが、会社の先輩は、返信は夜9時まで待てという。伸行は先輩の忠告通り夜9時まで待って返信を送ったが、ひとみからはすぐ返事が届き、2人はとても盛り上がる。
会ったことのないひとみがどんな人なのか、思いをはせながらメールのやり取りを続ける伸行だったが、とうとう、会いたいというメールを送ってしまう。そのとたん、ひとみからの返事はこなくなってしまった。メールがこなくなって5日目、会社の先輩に話したところ社内の懇親会に誘われ、そこで社内の女の子に気に入られるが相手にせず、場の雰囲気を壊してしまう。
懇親会からの帰りの電車の中で、ひとみにお詫びのメールをどう入れようか悩んでいたところ、ついにひとみからの返事が届き、2人は青山の本屋で会うことになったのだった。

### キャスト（映画）
- 向坂伸行 - 玉森裕太
- 人見利香 - 西内まりや
- ミサコ - 森カンナ
- 井出広太 - 阿部丈二
- 向坂宏一 - 山崎樹範
- 人見健次郎 - 矢島健一
- 人見由香里 - 麻生祐未
- 向坂豊 - 大杉漣[6]
- 向坂文子 - 高畑淳子
- 澤井徹 - 片岡愛之助[6]

### スタッフ（映画）
- 原作 - 有川浩
- 脚本 - 渡辺千穂
- 監督 - 三宅喜重
- 音楽 - 菅野祐悟
- 主題歌 - Kis-My-Ft2「最後もやっぱり君」（avex trax）[7]
- プロデュース - 沖貴子、中島義之
- 特別協力 - 特定非営利活動法人 東京都中途失聴・難聴者協会青年部
- 企画協力 - 新潮社
- 配給 - ショウゲート
- 制作プロダクション - コクーン
- 製作幹事 - 関西テレビ放送
- 製作 - 「レインツリーの国」製作委員会（関西テレビ放送、ショウゲート、ジェイ・ドリーム、博報堂DYメディアパートナーズ、ネイチャーラボ、エイベックス・ピクチャーズ）

### 封切り
全国190スクリーンで公開され、2015年11月21日・22日の初日2日間で興収1億2394万4520円、動員9万1726人になり、映画観客動員ランキング（興行通信社調べ）で初登場第1位となった。